# Edam (Saskatchewan)
Edam ist ein Dorf (Village) in der Gemeinde Turtle River No. 469. Es liegt im Südosten der Census Division No. 17 in der Provinz Saskatchewan. Durch Edam verläuft der Highway 26, welcher die Ortschaften Turtleford und Vawn miteinander verbindet.
Edam trägt den Beinamen „Little piece of Holland in Saskatchewan“.
Neben dem Highway 26 verläuft nördlich der Highway 674 sowie der Highway 769 in der Nähe von Edam. Die Ortschaft ist zudem ein Haltepunkt an einer Nebenstrecke der Canadian National Railway. Der Highway 674 führt im Westen über den North Saskatchewan River, wo seit einigen Jahren die Paynton Ferry an dieser Stelle verkehrt. Etwa 1,9 km in südwestlicher Richtung befindet sich der Edam Airport.

## Geschichte
Erste Belege zur Gründung des Ortes gehen auf das Jahr 1880 zurück. Um 1907 kamen Siedler, darunter auch zahlreiche holländische Einwanderer, in diese Region und ließen sich in der Gegend nieder. Einige der Holländer hatten, wegen der schönen Umgebung und der Landschaft sesshaft geworden, den Einfall, die kleine Siedlung zu einem Weiler zu vergrößern und mehr Menschen in die Region zu holen. Sie gaben der Siedlung den Namen Amsterdam und beantragten dies beim Saskatchewan Government Office, deren Sitz in North Battleford war. Der Verwaltung war dieser Name jedoch zu lang und so nannten die Einwanderer auf Beschluss des Office ihre Siedlung in Edam um. Am 12. Oktober 1911 erhielt der Ort den Status eines Dorfes (engl. Village).
In westlicher Richtung fließt der North Saskatchewan River, welcher den Highway 674 kreuzt. Da es nach der Gründung des Ortes noch keine Brücke zur Überquerung des Flusses gab, wurde 1907 eine Fähre eingerichtet, die Paynton Ferry, die von einem Ufer zum anderen mittels Stahlseil gelangt. Das brachte einen großen Vorteil mit sich, da eine Eisenbahnlinie der Canadian National Railway im Nachbarort Paynton verlief und diese nun besser erreichbar war. Noch im selben Jahr erfolgte der Bau eines neuen Schulgebäudes in Edam.
Drei Jahre später, im Jahr 1910, wurde das Streckennetz der Canadian Railway ausgebaut. Auch Edam erhielt einen Bahnanschluss mit einem eigenen Bahnhof. 1911 wurde auf Beschluss der Verwaltung ein Getreideheber errichtet. Fünf Jahre danach begann der Bau des Lady Minto Hospitals, welches 1917 eröffnet wurde. Im selben Jahr bekam die Ortschaft einen zweiten Getreideheber.
1922 stieg die Zahl der Einwohner auf 250 an. Edam besaß zu diesem Zeitpunkt ca. 28 Niederlassungsstellen.

## Wirtschaft
Die wichtigsten Importprodukte von Edam sind Erdöl und Getreide. Besonders die Ölförderung stellt einen bedeutenden Erwerbszweig für die in der Region lebenden Menschen dar und macht den Ort für andere Unternehmen attraktiv. Im März 2016 wurde eine neue Förderungsanlage in Betrieb genommen.
Edam besitzt heute ein modernes Gesundheitsvorsorgezentrum sowie ein Pflegeheim der Pflegestufe III. Das im Jahr 1917 eröffnete Lady Minto Hospital ist
heute ein modernes und gut ausgestattetes Krankenhaus mit einem Labor und einer Abteilung für Röntgenstrahlung.
Der Ort hat zudem einen Kindergarten und eine Schule bis zur Stufe 12. Daneben gibt es in Edam einen Deli, eine Bäckerei, ein Alkoholgeschäft, ein Restaurant, ein Hotel, eine Bücherei, ein Postamt, welches im Jahr 1908 gegründet wurde, sowie eine Tankstelle, Kfz-Werkstatt, Feuerwache und einen Flugplatz.

## Attraktionen und Sehenswürdigkeiten
Edam liegt in einer Region, die von zahlreichen kleineren und größeren Seen geprägt ist. Einer davon ist der Picnic Lake, der ca. 5 Meilen nordöstlich
liegt. Dieser See ist vor allem wegen seines kristallblauen Wassers bekannt. Angeln, Schwimmen und auch Paddeln sind beliebte Freizeitaktivitäten.
Der im Osten gelegene North Saskatchewan River besitzt einige kleinere Inseln. Eine davon ist Pine Island, ca. 14 Meilen nordwestlich von Edam entfernt. In den späten 1780er-Jahren besaß die Hudson Bay Company, die North West Company und die Gesellschaft McKay & Shaw auf der Insel drei Häuser. Heute steht das Eiland unter Naturschutz.

Der im Jahr 1911 errichtete ehemalige Sask Wheat Pool-Getreideheber beherbergt seit dem 1. Juli 2005 das Washbrook Museum. Es zeigt die Geschichte der Landwirtschaft in und um Edam sowie Artefakte der First Nations. Die Edam Windmill im Osten des Dorfes wurde zu Beginn des 21. Jahrhunderts zu Ehren des 75. Gründungstages der Provinz Saskatchewan und der niederländischen Einwanderer, die diese Siedlung gründeten, erbaut.

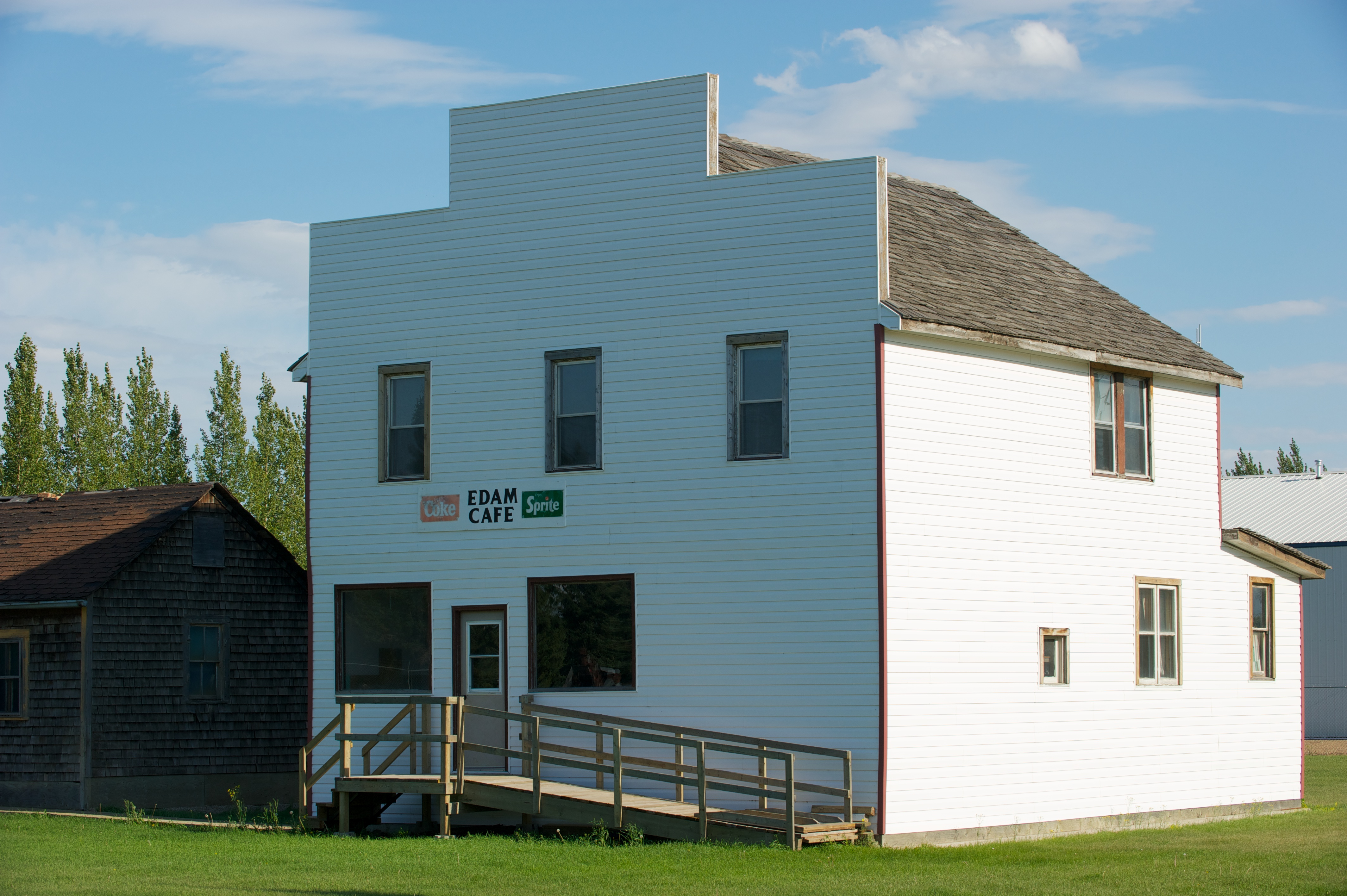
Das Edam Café im Zentrum

Der Ort besitzt zudem einen Golfplatz, ein Curling-Zentrum, eine Baseballanlage und einen Hörsaal.

## Demografie
Im Jahr 2006 wurden in Edam 399 Personen registriert. Damit sank die Einwohnerzahl zum Volkszählungsjahr 2001 um 7,0 %. Bis zum Jahr 2011 stieg dieser Wert um 11,3 % auf 444 an. Im Jahr 2016 wurden in Edam 480 lebende Personen verzeichnet. Damit stieg die Zahl der Einwohner von 444 auf 480 um 8,1 %.

## Persönlichkeiten
- Fiona Smith-Bell (* 1973), Eishockeyspielerin
- Wayne Wouters (* 1951), ehemaliger Schriftführer des Kronrates und Sekretär des kanadischen Kabinetts